# Cyanopterus bonaerensis
Cyanopterus bonaerensis är en stekelart som först beskrevs av Carlos Schrottky 1902.  Cyanopterus bonaerensis ingår i släktet Cyanopterus och familjen bracksteklar. Inga underarter finns listade i Catalogue of Life.